# Sophie Vasa de Suède
Sophie de Suède (en suédois : Sofia av Sverige), née le 29 octobre 1547 en Suède-Finlande et décédée le 17 mars 1611 en Suède-Finlande est la fille du roi Gustave Ier Vasa et de sa seconde épouse, la reine Marguerite Lejonhufvud. 

## Biographie
Elle épouse en 1568 Magnus II de Saxe-Lauenbourg. 